# Philippe van Arnhem
Philippe van Arnhem (Waalwijk, 24 agosto 1996) è un calciatore olandese, centrocampista dell'Achilles Veen.

## Carriera
Ha giocato nella massima serie dei campionati slovacco e bulgaro.